# Ljubina (Dvor)
Ljubina falu Horvátországban, Sziszek-Monoszló megyében. Közigazgatásilag Dvorhoz tartozik.

## Fekvése
Sziszek városától légvonalban 48, közúton 77 km-re délre, községközpontjától légvonalban 10, közúton 14 km-re nyugatra, a Báni végvidék déli részén, Sočanica és a bosnyák határ között a Ljubina-patak partján fekszik.

## Története
A települést nevét birtokként már 1242-ben, közvetlenül a tatárjárás után említik „Lubugn” alakban. A név az azonos nevű patak nevéből származik, amely mellett fekszik. Betelepülésének előzményeként az 1683 és 1699 között felszabadító harcokban a keresztény seregek kiűzték a térségből a törököt és a török határ az Una folyóhoz került vissza. Ezután a török uralom alatt maradt Közép-Boszniából, főként a Kozara-hegység területéről és a Sana-medencéből  pravoszláv szerb családok érkeztek a felszabadított területekre. Az újonnan érkezettek szabadságjogokat kaptak, de ennek fejében határőr szolgálattal tartoztak. El kellett látniuk a várak, őrhelyek őrzését és részt kellett venniük a hadjáratokban. Ljubina határában is állt ilyen őrhely (horvátul: čardak), mely a határvidéket ellenőrizte. Ljubina benépesülése is a 17. században kezdődött, majd több hullámban a 18. században is folytatódott. 1696-ban a szábor a bánt tette meg a Kulpa és az Una közötti határvédő erők parancsnokává, melyet hosszas huzavona után 1704-ben a bécsi udvar is elfogadott. Ezzel létrejött a Báni végvidék (horvátul Banovina), mely katonai határőrvidék része lett. 1745-ben megalakult a Petrinya központú második báni ezred, melynek fennhatósága alá ez a vidék is tartozott.
1881-ben megszűnt a katonai közigazgatás és Zágráb vármegye Kostajnicai járásának része lett. 1857-ben 621, 1910-ben 927 lakosa volt. A 20. század első éveiben a kilátástalan gazdasági helyzet miatt sokan vándoroltak ki a tengerentúlra. 1918-ban az új szerb-horvát-szlovén állam, majd később Jugoszlávia része lett. A második világháború idején a Független Horvát Állam része volt, de lakói közül sokan csatlakoztak a partizánegységekhez. A háború után a béke időszaka köszöntött a településre. Enyhült a szegénység és sok ember talált munkát a közeli városokban. Ennek következtében újabb kivándorlás indult meg. Sok fiatal települt át a jobb élet reményében Glinára, Dvorra, Petrinyára, Bosanski Noviba. A falu 1991. június 25-én jogilag a független Horvátország része lett, de szerb lakói a Krajinai Szerb Köztársasághoz csatlakoztak. A falut 1995. augusztus 8-án a Vihar hadművelettel foglalta vissza a horvát hadsereg. A szerb lakosság többsége elmenekült. 2011-ben 100 állandó lakosa volt.

## Népesség
| Lakosság változása | Lakosság változása | Lakosság változása | Lakosság változása | Lakosság változása | Lakosság változása | Lakosság változása | Lakosság változása | Lakosság változása | Lakosság változása | Lakosság változása | Lakosság változása | Lakosság változása | Lakosság változása | Lakosság változása | Lakosság változása |
| ------------------ | ------------------ | ------------------ | ------------------ | ------------------ | ------------------ | ------------------ | ------------------ | ------------------ | ------------------ | ------------------ | ------------------ | ------------------ | ------------------ | ------------------ | ------------------ |
| 1857               | 1869               | 1880               | 1890               | 1900               | 1910               | 1921               | 1931               | 1948               | 1953               | 1961               | 1971               | 1981               | 1991               | 2001               | 2011               |
| 621                | 653                | 659                | 742                | 802                | 927                | 815                | 823                | 592                | 606                | 599                | 487                | 356                | 352                | 101                | 100                |